# Šelovec
Šelovec – wieś w Chorwacji, w żupanii zagrzebskiej, w gminie Preseka. W 2011 roku liczyła 161 mieszkańców.